# Aleksandras Bendinskas
Aleksandras Bendinskas (* 23. Februar 1920 in Skersabalis bei Šilavotas, Rajongemeinde Prienai; † 25. September 2015) war ein litauischer Politiker.

## Leben
Ab 1931 lernte er am „Žiburio“-Gymnasium Prienai und von 1938 bis 1944 studierte an der   Technikfakultät der Vytauto Didžiojo universitetas in Kaunas. Von 1940 bis 1943 arbeitete er im Unternehmen „Parama“ als Techniker und danach als Direktor. Von 1943 bis 1945 lehrte er an der höheren Handelsschule.
1945 wurde er wegen antisowjetischer Tätigkeit in Sowjetlitauen festgenommen und war von 1945 bis 1956 im Gulag.  1960 absolvierte er das Diplomstudium am Institut für Leichtindustrie in Moskau. Von 1980 bis 1990 arbeitete er als Meister in der technischen Berufsschule. Von 1992 bis 1996 war er Mitglied im Seimas.
Er war Leiter von Lietuvos šaulių sąjunga, Mitglied von Ateitininkai.